# Diocesi di Bayombong
La diocesi di Bayombong (in latino Dioecesis Bayombongensis) è una sede della Chiesa cattolica nelle Filippine suffraganea dell'arcidiocesi di Tuguegarao. Nel 2022 contava 654.000 battezzati su 1.165.000 abitanti. È retta dal vescovo Jose Elmer Imas Mangalinao.

## Territorio
La diocesi comprende le province filippine di Nueva Vizcaya e di Quirino nella parte centrale dell'isola di Luzon.
Sede vescovile è la città di Bayombong, dove si trova la cattedrale di San Domenico.
Il territorio si estende su 6.961 km² ed è suddiviso in 21 parrocchie.

## Storia
La prelatura territoriale di Bayombong fu eretta il 7 novembre 1966 con la bolla Patris instar di papa Paolo VI, ricavandone il territorio dalla diocesi di Tuguegarao (oggi arcidiocesi).
Originariamente suffraganea dell'arcidiocesi di Nueva Segovia, il 21 settembre 1974 entrò a far parte della provincia ecclesiastica di Tuguegarao.
Il 15 novembre 1982 la prelatura territoriale è stata elevata a diocesi con la bolla Cum Decessores di papa Giovanni Paolo II.

## Cronotassi dei vescovi
Si omettono i periodi di sede vacante non superiori ai 2 anni o non storicamente accertati.
- Albert van Overbeke, C.I.C.M. † (18 novembre 1966 - 15 settembre 1986 dimesso)
- Ramon Barrera Villena (15 settembre 1986 succeduto - 28 maggio 2016 ritirato)
- Jose Elmer Imas Mangalinao, dal 24 maggio 2018

## Statistiche
La diocesi nel 2022 su una popolazione di 1.165.000 persone contava 654.000 battezzati, corrispondenti al 56,1% del totale.
| anno | popolazione | popolazione | popolazione | presbiteri | presbiteri | presbiteri | presbiteri                | diaconi | religiosi | religiosi | parrocchie |
| anno | battezzati  | totale      | %           | numero     | secolari   | regolari   | battezzati per presbitero | diaconi | uomini    | donne     | parrocchie |
| ---- | ----------- | ----------- | ----------- | ---------- | ---------- | ---------- | ------------------------- | ------- | --------- | --------- | ---------- |
| 1970 | 140.000     | 212.500     | 65,9        | 20         |            | 20         | 7.000                     |         | 21        | 26        | 16         |
| 1980 | 190.000     | 296.000     | 64,2        | 21         |            | 21         | 9.047                     |         | 31        | 28        | 12         |
| 1990 | 251.015     | 404.877     | 62,0        | 15         | 6          | 9          | 16.734                    |         | 9         | 17        | 15         |
| 1999 | 330.819     | 544.306     | 60,8        | 27         | 16         | 11         | 12.252                    |         | 11        | 24        | 17         |
| 2000 | 327.861     | 552.629     | 59,3        | 27         | 16         | 11         | 12.143                    |         | 11        | 30        | 17         |
| 2001 | 334.709     | 560.978     | 59,7        | 32         | 18         | 14         | 10.459                    |         | 14        | 46        | 18         |
| 2003 | 334.709     | 560.978     | 59,7        | 28         | 16         | 12         | 11.953                    |         | 12        | 43        | 17         |
| 2004 | 326.283     | 537.042     | 60,8        | 29         | 20         | 9          | 11.251                    |         | 9         | 28        | 17         |
| 2006 | 330.416     | 529.586     | 62,4        | 35         | 27         | 8          | 9.440                     |         | 8         | 46        | 18         |
| 2012 | 421.000     | 597.000     | 70,5        | 30         | 24         | 6          | 14.033                    |         | 8         | 31        | 20         |
| 2015 | 560.359     | 998.253     | 56,1        | 33         | 24         | 9          | 16.980                    |         | 9         | 37        | 20         |
| 2018 | 587.400     | 1.046.740   | 56,1        | 39         | 30         | 9          | 15.061                    |         | 9         | 18        | 20         |
| 2020 | 637.000     | 1.135.030   | 56,1        | 27         | 27         |            | 23.592                    |         | 6         | 28        | 20         |
| 2022 | 654.000     | 1.165.000   | 56,1        | 31         | 31         |            | 21.096                    |         |           | 26        | 21         |